# フラシネート
フラシネート（イタリア語: Frascineto）は、イタリア共和国カラブリア州コゼンツァ県にある、人口約2,100人の基礎自治体（コムーネ）。

## 地理

### 位置・広がり

#### 隣接コムーネ
隣接するコムーネは以下の通り。
- カッサーノ・アッロ・イオーニオ
- カストロヴィッラリ
- チーヴィタ